# David Crystal

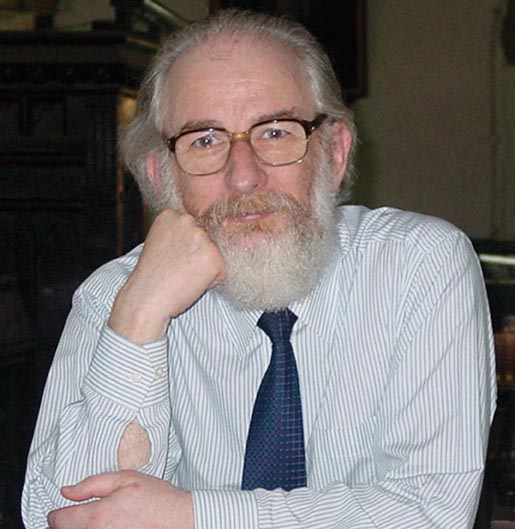
David Crystal

David Crystal, OBE (* 6. Juli 1941 in Lisburn, Nordirland) ist ein britischer Linguist und Autor.

## Leben und Werk
Crystal wuchs in Holyhead und Liverpool auf. In Liverpool besuchte er ab 1951 das St. Mary’s College. Zwischen 1959 und 1962 studierte er Englisch am University College London. Zwischen 1962 und 1963 arbeitete er bei Randolph Quirk am „Survey of English Usage“. Seitdem unterrichtete er an der University of Wales, Bangor (UWB) und an der University of Reading. David Crystal lebt mit seiner Frau und seinen vier Kindern in Holyhead. Sein Sohn Ben Crystal ist Schauspieler. 1995 wurde ihm der Order of the British Empire (OBE) verliehen. 2000 wurde er zum Mitglied (Fellow) der British Academy gewählt.
David Crystal ist Autor von über 60 Büchern. Er ist einer der Herausgeber der Cambridge Encyclopedia of Language (1987) und der Cambridge Encyclopedia of the English Language (1995). Er verfasste zahlreiche allgemeinverständliche Bücher zur Linguistik und Sprachwissenschaft. Zu seinen vielen akademischen Interessen zählen Englisch als Lingua Franca, Englischunterricht, forensische Linguistik, Sprachentod, Linguistik des Humors, Stil, William Shakespeare, Indexing, Lexikografie und Sprache im Internet. Außerdem veröffentlichte er literarische Werke wie Gedichte, Dramen und Biographien. Als überzeugter Katholik schreibt er Gedichte und Artikel für das katholische Magazin The Tablet. Er ist Vorsitzender der UK National Literary Association und der Internationalen Vereinigung der Lehrer des Englischen als Fremdsprache (International Association of Teachers of English as a Foreign Language, IATEFL). Für BBC Radio 4 moderierte er für einige Jahre ein Programm über sprachliche Themen. David Crystal war einer der Mitbegründer des Unternehmens Crystal Semantics Limited.

## Schriften (Auswahl)
- Linguistics. Penguin Books, Harmondsworth u. a. 1971, ISBN 0-14-021332-5 (In deutscher Sprache: Einführung in die Linguistik (= Kohlhammer-Urban-Taschenbücher. 182). Kohlhammer, Stuttgart u. a. 1975, ISBN 3-17-001368-8).
- The Cambridge Encyclopedia of Language. Cambridge University Press, Cambridge u. a. 1987, ISBN 0-521-26438-3 (In deutscher Sprache: Die Cambridge-Enzyklopädie der Sprache. Übersetzung und Bearbeitung der deutschen Ausgabe von Stefan Röhrich. Campus, Frankfurt am Main u. a. 1993, ISBN 3-593-34824-1).
- The Stories of English. Allen Lane, London u. a. 2004, ISBN 0-7139-9752-4.
- Pronouncing Shakespeare. The Globe Experiment. Cambridge University Press, Cambridge u. a. 2005, ISBN 0-521-85213-7.
- Txtng. The Gr8 Db8. Oxford University Press, Oxford u. a. 2008, ISBN 978-0-19-954490-5.
- Language and the Internet. 2. Auflage. Cambridge University Press, Cambridge 2006, ISBN 978-0-521-86859-4.
- Begat. The King James Bible and the English Language. Oxford University Press, Oxford u. a. 2010, ISBN 978-0-19-958585-4.
- A Little Book of Language. Yale University Press, New Haven CT u. a. 2010, ISBN 978-0-300-15533-4 (In deutscher Sprache: Das kleine Buch der Sprache. Aus dem Englischen von Dagmar Mallett. Atlantik, Hamburg 2015, ISBN 978-3-455-70011-4).
- The Story of English in 100 Words. Profile Books, London 2012, ISBN 978-1-84668-428-9.
- Spell it Out. The singular Story of English Spelling. Profile Books, London 2012, ISBN 978-1-84668-567-5.
- Shakespeare's original pronunciation. Speeches and Scenes performed as Shakespeare would have heard them. British Library, London 2012, ISBN 978-0-7123-5119-5 (Audio-CD mit Booklet).